# Antigone II Gonatas
Pour les articles homonymes, voir Antigone II.
Antigone II Gonatas (en grec ancien Αντίγονος Γονατᾶς / Antigonos Gonatas) est un roi de Macédoine de 277 à 239 av. J.-C., considéré comme l'un des principaux Épigones, les héritiers des Diadoques. Fils de Démétrios Poliorcète, il accède au pouvoir en repoussant l'invasion des Galates et installe durablement la dynastie antigonide sur le trône. Il défait Pyrrhus puis remporte la guerre chrémonidéenne contre une coalition de cités grecques. En mer Égée, il lutte contre les Lagides dans le cadre de leurs conflits contre les Séleucides. À la fin de son règne, il ne peut s'opposer à l'essor de la Ligue achéenne.
Disciple de Zénon, fondateur du stoïcisme, il est perçu aux yeux de certains modernes comme un « roi-philosophe ».

## Biographie

### Origines et conquête du pouvoir
Né vers 319 av. J.-C., Antigone Gonatas est le fils de Démétrios Poliorcète et de Phila Ire ; il est donc à la fois le petit-fils d'Antigone le Borgne et d'Antipater, deux des principaux Diadoques d'Alexandre le Grand. Il est le frère de Stratonice, épouse de Séleucos puis de son fils Antiochos Ier, et le demi-frère cadet (par sa mère) de Cratère, fils du général d'Alexandre du même nom. L'origine de son épithète Gonatas n'est pas complètement établie ; elle peut être rapportée à la cité de Gónni en Thessalie où il serait probablement né, ou alors au terme Gonatas désignant une plaque de fer protégeant le genou (gonu en grec ancien). Il est dans sa jeunesse le disciple de Zénon, fondateur du stoïcisme.
Durant le règne de son père Démétrios Poliorcète en Macédoine, Antigone participe au conflit contre Pyrrhus Ier et Lysimaque. En 288 av. J.-C., il est chargé de défendre la Grèce tandis que Démétrios est défait en Macédoine. Par la suite, il tente en vain d'envoyer des secours à son père engagé en Asie Mineure contre Séleucos. En 283, à la mort de son père, captif de Séleucos, il organise de grandioses funérailles à Corinthe et fait ensevelir l'urne funéraire à Démétrias. À cette date, il ne dispose plus que d'une flotte et de quelques possessions en Grèce : Démétrias, Chalcis, Le Pirée, Corinthe. Il est attesté qu'il a pris le titre royal à la suite de son père, probablement à sa mort, mais il apparaît avoir été à cette époque un « roi sans royaume ». Il profite des troubles consécutifs à la mort de Lysimaque et Séleucos pour faire en 281 une première tentative pour s'emparer de la Macédoine, mais il est repoussé par Ptolémée Kéraunos. Sa situation s'aggrave par la défection de plusieurs cités grecques ; il tente alors de se tourner vers l'Asie et de se tailler un royaume dans les anciennes possessions de Lysimaque, sans grand succès.
L'invasion galate de 279 qui balaye la Grèce et la Macédoine est une occasion inespérée pour lui de se rétablir. Ayant conclu la paix avec Antiochos Ier, il prend pied en Thrace où il remporte une victoire retentissante contre les Galates à la bataille de Lysimacheia en 277 : il tend une embuscade aux Galates et en une seule bataille parvient à les détruire. Cela lui confère un prestige suffisant pour s'imposer comme roi d'une Macédoine affaiblie par deux décennies de guerres civiles et de pillages ; après la mort du stratège Sosthène, il se débarrasse dans le même temps de ses derniers rivaux, Ptolémée de Telmessos, un fils de Lysimaque, et Antipater II Étésias, un neveu de Cassandre.

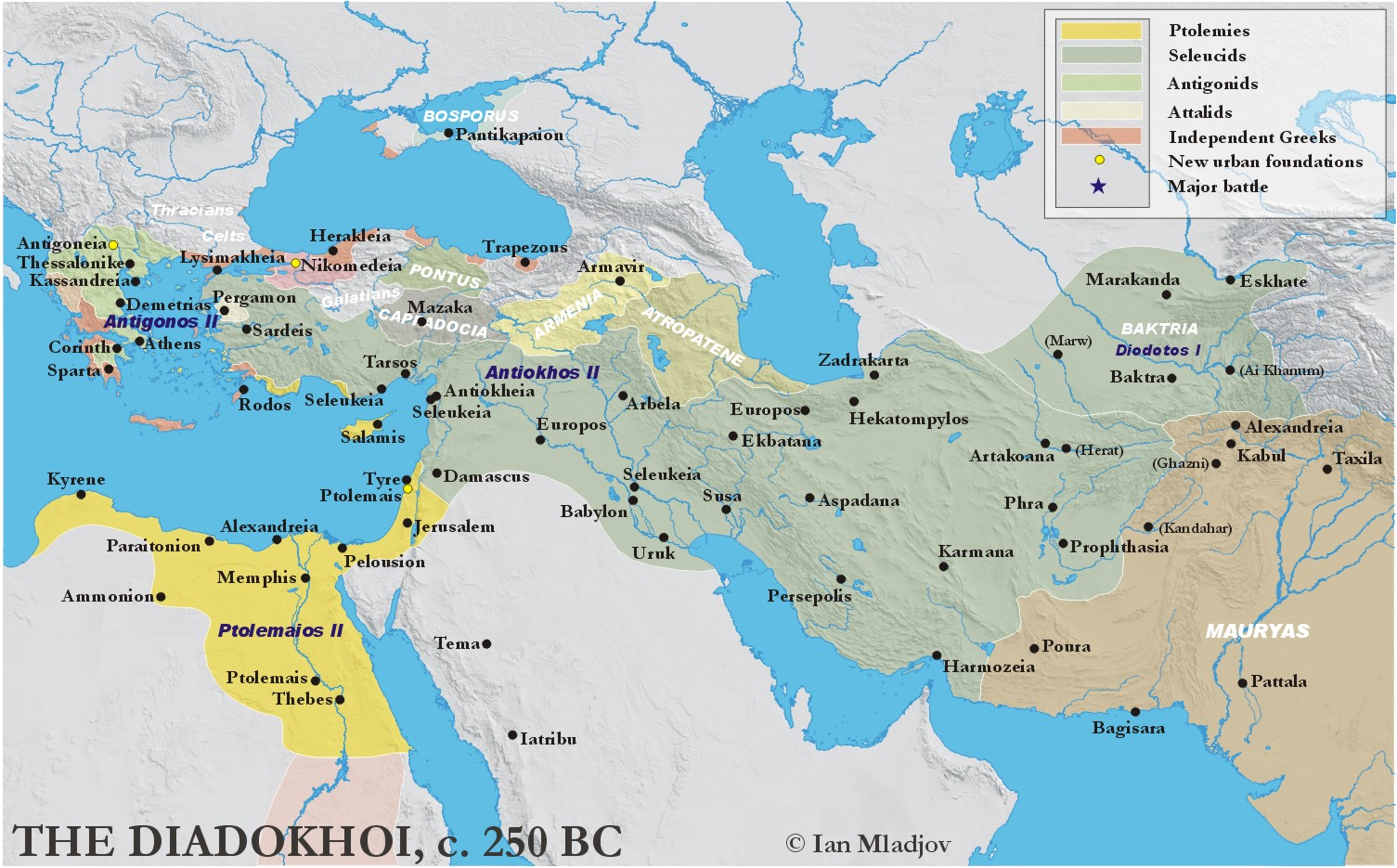
Le monde hellénistique au milieu du

Rejetant les politiques asiatiques ambitieuses mais aussi aventureuses de ses prédécesseurs, il se consacre à renforcer le royaume, désormais à l'écart des grands conflits. Il n'y a guère qu'en mer Égée et au sud de la Grèce qu'il se heurte à la puissance de l'Égypte ptolémaïque. Symbole de son retour à la tradition, il ramène la capitale royale à Pella, de Cassandréia et Démétrias où elle avait été successivement déplacée, hors du cœur historique du royaume. À la suite de son père, il bénéficie des services et conseils de Hiéronymos de Cardia qui rédige à sa cour l'Histoire des successeurs d'Alexandre.

### Antigone contre Pyrrhus
Le mainmise d'Antigone Gonatas sur la Macédoine est menacée une première fois par Pyrrhus, roi d'Épire, rentré d'Italie en 275 av. J.-C. pour reconstituer son armée. Pyrrhus envahit la Macédoine, obtenant de nombreux ralliements et Antigone doit se replier sur la côte à Thessalonique où mouille sa flotte. Pyrrhus s'aliène toutefois rapidement les Macédoniens en laissant ses mercenaires galates piller la nécropole royale d'Aigai. Lorsqu'il quitte la Macédoine, laissée à la garde de son fils Ptolémée, pour mener campagne dans le Péloponnèse, Antigone reprend l'offensive. Battu une première fois par Ptolémée, il finit par le chasser de Macédoine en 272 et envoie des secours à Sparte menacée par Pyrrhus. Celui-ci renonce alors à prendre la cité et se replie vers le nord et Argos où Antigone arrive avant lui, bien qu'ayant dû contourner par la mer les territoires de la Ligue étolienne qui lui est hostile. Durant la bataille d'Argos en 272, Pyrrhus est tué ; son fils et successeur Alexandre II doit abandonner pour un temps toute ambition sur la Grèce. Antigone incorpore alors une partie de l'armée de Pyrrhus, probablement les mercenaires, sachant que les troupes épirotes sont renvoyées dans leur pays avec à leur tête un autre fils de Pyrrhus, Hélénos.

### Antigone et la guerre chrémonidéenne

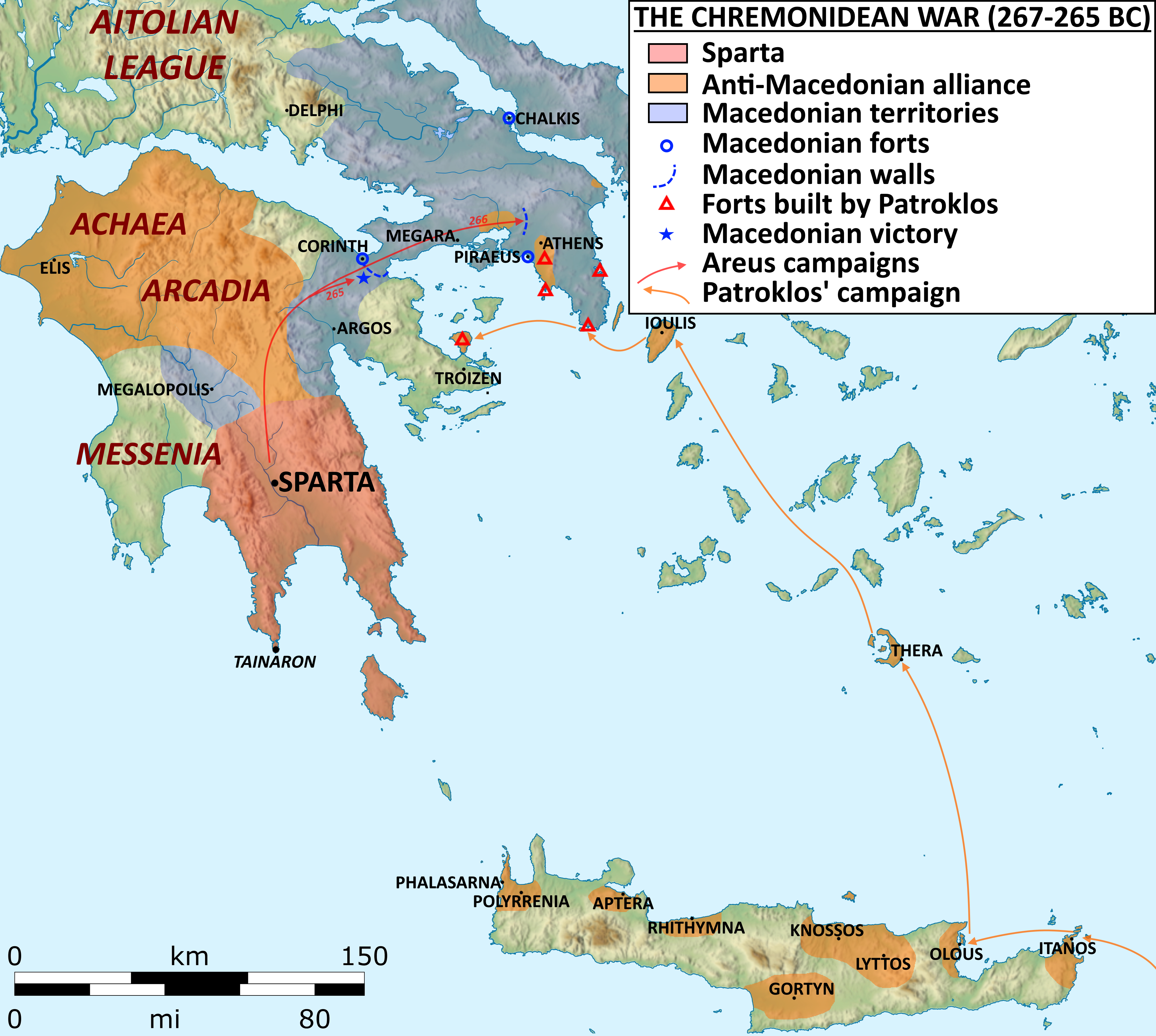
Carte des opérations au début de la guerre chrémonidéenne.

La domination macédonienne sur la Grèce est toutefois rapidement menacée. L'un des chefs du parti anti-macédonien à Athènes, Chrémonidès, manœuvre avec succès pour rapprocher Athènes de Sparte en 268 av. J.-C. La première cherche à expulser les Macédoniens de l'Attique, la seconde, sous la férule d'Areus, à asseoir sa domination sur le Péloponnèse. De nombreux États du Péloponnèse (Achéens, Arcadiens, Éléens, etc.) et de Crète se rallient à cette alliance, qui jouit de surcroît du soutien de Ptolémée II, inquiet notamment des ambitions de Gonatas sur les îles Égéennes et soucieux de préserver ses intérêts commerciaux.
Les opérations de la guerre chrémonidéenne ont lieu essentiellement autour de Corinthe, le point fort du dispositif macédonien en Grèce, tenu par le demi-frère du roi, Cratère, et en Attique. Sparte tente par trois fois entre 267 et 265 de prendre Corinthe en vain ; le roi de Sparte, Areus, trouve la mort dans la dernière tentative. Antigone remporte vers 262 une grande victoire navale à Cos contre la flotte lagide. Il célèbre cette victoire en offrant en dédicace son navire amiral au sanctuaire d'Apollon à Délos, où il est placé dans le Néôrion. Désormais à la tête d'une puissante flotte, Antigone peut s'opposer à Ptolémée II en Mer Égée et menacer ses possessions. Antigone Gonatas assiège Athènes qui trouve un bref répit dans une diversion causée par l'attaque en Macédoine du roi d'Épire Alexandre II en 262 : Antigone doit mener une campagne rapide pour le chasser de Macédoine et d'Épire, avant de revenir mettre le siège devant Athènes qui, affamée, capitule vers 262. Antigone et Ptolémée auraient conclu un traité de paix vers 261.
Athènes, Le Pirée et l'Attique sont dès lors soumis à une occupation macédonienne, tandis que Cratère devient vice-roi de Corinthe. Les Lagides ne peuvent plus s'opposer à l'influence macédonienne en Grèce mais la guerre marque l'essor de la ligue étolienne.

### Antigone et la guerre en Grèce
La décennie suivante voit Antigone Gonatas, assuré de la domination sur la Grèce centrale, mener une politique agressive dans les îles Égéennes et se mêler aux guerres entre Séleucides et Lagides, en allié fidèle des premiers. Selon certaines interprétations, vers 250 av. J.-C., une flotte lagide aurait défait les Macédoniens jusqu'à une nouvelle victoire navale d'Antigone, au large d'Andros, en 246 dans le cadre de la troisième guerre de Syrie qui oppose les deux nouveaux rois Ptolémée III et Séleucos II. Antigone célèbre cette victoire, sans lendemain, à Délos par deux fêtes, les Sôtèria et les Paneia.
La domination macédonienne sur la Grèce centrale est sérieusement compromise une première fois en 249 avec la révolte de son neveu Alexandre, le fils de Cratère, à qui Antigone avait pourtant confirmé son commandement de la garnison de Corinthe : il se rebelle et entraîne avec lui les cités d'Eubée en échange de leur liberté. Antigone doit attendre la mort d'Alexandre (peut-être empoisonné) en 245 pour prendre le contrôle de l'Acrocorinthe à la faveur des préparatifs d'un mariage entre la veuve d'Alexandre, Nikaia, et son fils Démétrios II. Les cités d'Eubée rentrent également dans le rang.
La fin du règne d'Antigone Gonatas est marquée par la montée en puissance de la Ligue achéenne. Aratos de Sicyone réussit en effet à s'emparer de l'Acrocorinthe par un coup de main audacieux en 243, tandis que les cités de Mégare, d'Épidaure et de Trézène rejoignent ses rangs. Antigone reste étonnamment passif après ce revers, même s'il se pourrait tout de même qu'il ait été occupé par la menace des Illyriens ou des Dardaniens sur la frontière septentrionale. Il se contente donc de faire la paix avec la Ligue étolienne qu'il pousse ensuite à attaquer les Achéens entre 243 et 240. Antigone Gonatas meurt au printemps 239 ; son fils Démétrios II, déjà associé au pouvoir, lui succède.

## Relations avec les philosophes
Ses contemporains estiment Antigone Gonatas pour son amour des arts et des lettres et pour son attachement à la philosophie stoïcienne. Élève du philosophe Zénon dans sa jeunesse, il l'invite ensuite souvent à sa cour et le rencontre à chaque fois qu'il séjourne à Athènes. Diogène Laërce reproduit une série de lettres échangées avec Zénon dans lesquelles Antigone Gonatas demande à son ancien précepteur de se présenter à sa cour pour le guider dans la conduite des affaires. Le roi affirme à ce sujet qu' « instruire le roi de Macédoine et le diriger dans le sentier de la vertu, c'est en même temps mettre dans la voie de l'honnêteté tous ceux qui lui sont soumis : tel est le souverain, tels sont ordinairement les sujets. ». Estimant être trop âgé pour voyager, Zénon envoie à sa place deux de ses meilleurs élèves, Persaios de Kition et Philonide de Thèbes. Persaios devient précepteur de l'éducation d'Alcyonée, l'un des fils d'Antigone, mort avant son père. Persaios devient une figure importante de la cour macédonienne. Ainsi, après la prise de Corinthe en 244, Antigone Gonatas le place à la tête de la cité en tant qu'archonte. Il meurt en 243 en défendant la cité contre l'attaque menée par la Ligue achéenne. Après la mort de Zénon, Antigone se serait exclamé : « Quel spectacle j'ai perdu ! ». Il demande aux Athéniens de lui ériger un tombeau dans le cimetière du Céramique et fait don de 3 000 drachmes à Cléanthe, le successeur de Zenon à la tête de la Stoa Poikilè, dont il a également assisté aux conférences. Le problème de l'influence du stoïcisme sur sa politique a donné lieu à de multiples interprétations, certains historiens modernes faisant de lui un « roi-philosophe ». Il est envisageable que le stoïcisme l'aurait incité à une forme de réalisme politique en n'érigeant pas en principe la « liberté des Grecs ».
Antigone Gonatas est mentionné plusieurs fois par Diogène Laërce comme étant également en relation avec des philosophes des écoles mégarique, pyrrhoniste et cynique. Le biographe stipule que de nombreuses personnes ont cherché à le rencontrer lors de ses séjours à Athènes et que des Athéniens lui ont écrit des lettres flatteuses. Antigone Gonatas fait par ailleurs venir à la cour de Pella les poètes Alexandre d'Étolie, Aratos de Soles et Antagoras.
Antigone Gonatas est mentionné dans l'édit n°13 d'Ashoka, avec notamment Antiochos II et Ptolémée II, comme l'un des bénéficiaires d'une mission de prosélytisme bouddhiste envoyée par l'empereur Ashoka de la dynastie Maurya.

## Bilan de son règne

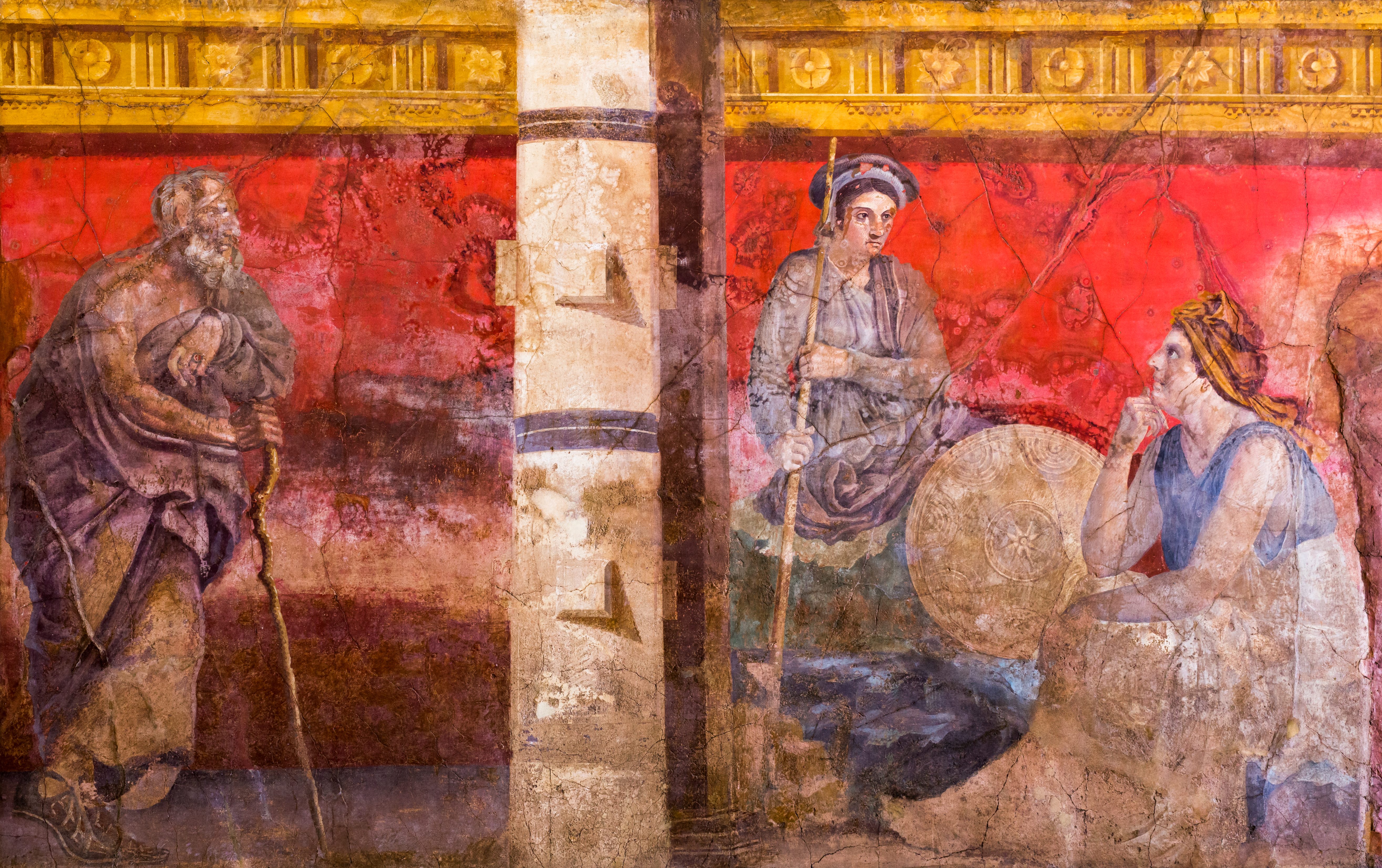
Antigone Gonatas et sa mère Phila, avec à gauche le philosophe Ménédème d'Érétrie, fresque de la villa Publius Fannius (Boscoreale), vers 40 av. J.-C., musée archéologique de Naples.

Malgré les revers en Grèce des dernières années, le règne d'Antigone Gonatas se caractérise par un retour à la stabilité pour la Macédoine, qui, sans atteindre la puissance des États lagide et séleucide, demeure l'État le plus puissant de Grèce continentale. Il n'exerce toutefois plus d'influence en Thrace et dans la vallée du Danube. En Grèce, Antigone ne cherche pas à s'opposer de front à la Ligue étolienne, mais se contente d'assurer son contrôle sur une série de garnisons portuaires qui lui assurent une route maritime vers le Sud : Démétrias, Chalcis, Le Pirée et Corinthe. La révolte d'Alexandre puis la perte de Corinthe, tombée aux mains des Achéens en 243 av. J.-C., représentent un coup important contre ce système défensif. Il s'appuie, surtout à la fin de son règne, sur des tyrans philomacédoniens pour contrôler les cités d'Argos, Mégalopolis, Phlionte et Hermione. D'autre part, Antigone Gonatas mène délibérément une politique épargnant les levées militaires à la population macédonienne, ayant recours à la place aux mercenaires galates, illyriens ou grecs. Il hérite donc d'abord des places prises par son père, Démétrios Poliorcète, et mène une politique essentiellement défensive fondée sur la constitution d'un « glacis protecteur », sans qu'il reprenne à son compte la « liberté des Grecs » chère à son père et à son grand-père Antigone le Borgne. Enfin, ses relations avec les Lagides sont jugées à l'aune de la guerre chrémonidéenne et de la troisième guerre de Syrie ; mais en dehors de ces conflits, entretenus par le jeu des alliances, elles apparaissent plutôt pacifiques, bien que non exemptes de « coups fourrés ».

## Généalogie
Antigone Gonatas n’a eu qu'une épouse connue, sa nièce Phila II, à laquelle il s'unit vers 276 av. J.-C. Elle est la fille de Séleucos et de sa sœur Stratonice. Ce mariage marque l'alliance durable entre les royaumes antigonide et séleucide. Elle lui donne deux enfants : 
- Alcyonée, mort vers 261, même si certains historiens considèrent qu'il est né d'une concubine ;
- Démétrios II, dit Démétrios Étolicos, né vers 275 et qui succède à son père en 239.

## Héro d'opéras
Pendant le 18e siècle, le poète italien Pietro Metastasio a écrit un livret d'opéra intitulé "Antigono", dont le héros est le roi macédonien. Il a été mis en musique par quatre compositeurs différents : Johann Adolph Hasse, Christoph Willibald Glück, Josef Mysliveček et  Antonio Maria Mazzoni.

### Sources antiques
- Justin, Abrégé des Histoires philippiques de Trogue Pompée [détail des éditions] [lire en ligne], XXIV, 1, XXV, 1-3, XXVI, 2.
- Plutarque, Vies parallèles [détail des éditions] [lire en ligne], Démétrios, Pyrrhus, Aratos.
- Polybe, Histoires [détail des éditions] [lire en ligne], II, 43-45 ; IX, 29, 34.